# Ауглі
Ауглі (ест. Augli) — село в Естонії, входить до складу волості Риуге, повіту Вирумаа.